# كورت ماغنوس
كورت ماغنوس (بالألمانية: Kurt Magnus)‏ (و. 1912 – 2003 م) هو مهندس أستاذ جامعي ألماني، ولد في ومغدبورغ. توفي في ميونخ عن عمر ناهز 91 عاماً.

## التعليم
تعلم في جامعة غوتينغن
.

## جوائز
حصل على جوائز منها:
- النيشان البافاري الماكسيميلياني للعلوم والفن (1986)
- ميدالية ويلهلم إكسنر  [لغات أخرى]‏ (1983)
- خاتم لودفيغ براندتل (1982)